# Гинор, Изабелла
Изабелла Гинор  — израильский историк и журналист, специализирующаяся в вопросах истории Советского союза и событиях на постсоветском пространстве, сотрудник «Исследовательского института по продвижению мира» (Research Institute for the Advancement of Peace) им. Г. Трумэна при Еврейском университете Иерусалима.
В 2008 году книга «МиГ-25 над Димоной: советская ядерная игра» («Foxbats over Dimona»), написанная И. Гинор совместно с её мужем Гидеоном Ремезом, была удостоена Серебряной медали Института ближневосточной политики в Вашингтоне